# Шапарівка
Шапарі́вка — село в Україні, у Білокуракинській селищній громаді Сватівського району Луганської області.
Площа села 371,5 га.

## Історія
Село засноване 1756. Існує декілька версій виникнення назви. Одна з них виводить назву села від поміщика Шапаріна. Інша стверджує, що назва Шапарівка походить від діалектного Шафарівка. В старі часи управителів називали шафаром, а в селі (Шафарівці) знаходилась його садиба. За третьою версією навколишні ліси були багаті на звіра, тому мешканці села були знаними шапкарями. Хутряні головні убори вони шили для всього двору князя Куракіна. Отже і село отримало назву Шапкарівка.
З 1917 — у складі УНР. З квітня 1918 — частина Гетьманату Павла Скоропадського. З 1920 — стабільний комуністичний режим.

### Голодомор
Під час Голодомору 1932—1933 років за архівними даними в селі убито голодом 50 осіб.
Однак ця цифра применшена, якщо зважити на масовий характер голодування. Про це свідчить «Інформація про скрутне продовольче становище в окремих селах Новопсковського району», укладена 4 березня 1933 чиновником Жгунцовим. У документі зазначено: у Шапарському з 212 колгоспних і 18 одноосібних господарств 190 (або 82,6 %) зовсім не мали продовольства. За приблизними даними, близько 500 чоловік опухли від голоду. Тільки за два місяці 1933 — січень і лютий — голодом були вбиті 74 особи. Більше половини з них становили діти до 10 років. Загальна кількість жертв у Шапарівці — не менша 810 чоловік. Також у документі відзначалося, що комуністи силували людей їсти різні сурогати: «частина колгоспників почала харчуватись кішками, собаками, різним падлом». Рекорд — у лютому 1933: з'їли 12 померлих коней. Також у селі зафіксовано випадки канібалізму. Зі спецповідомлення про випадок людожерства в с. Шапарському (тепер Білокуракинського району Луганської області). 21 лютого 1933 р.:

| «20 лютого цього року о 4 годині дня громадянка села Шапарське Новопсковського району Хрипун Домнизія Василівна разом зі своєю дочкою Хрипун Улитою зарізали ножем восьмирічну дівчинку, доньку Домнизії, меншу сестру Улити, у якої вирізали серце й печінку й положили варити в казан для споживання. Громадянка Хрипун Улита заарештована. А Хрипун Домнизію не змогли вивести з хати, оскільки остання зовсім опухла з голоду».[4] |

### Друга світова війна
У роки німецько-радянської війни село було окуповане німецько-італійськими військами з липня 1942 по січень 1943 року. Під час Острогозько-Россошанської наступальної операції частинам Південно-Західного фронту Червоної армії була поставлена задача вийти 18 січня 1943 року на лінію Шахове — Нагольна — Дем'янівка — Грицаївка — Гайдуківка. 24 січня 1943 року бійці 267 стрілецької дивізії вийшли на рубіж Шапарівка — Олексіївка — Нещеретове (Нещеретівка).

## Населення
Населення становить 429 осіб, 169 дворів.
1804 року в селі по обидва береги річки Козинки налічувалось 36 дворів, на хуторі Кризькому по правому березі Козинки — 8 дворів. 1885 року в колишньому державному селі Білокуракинської волості Старобільського повіту мешкало 844 особи, було 127 дворових господарства. У 1914 році на хуторі проживало 1238 осіб.

## Вулиці
У селі існують вулиці: Зарічна, Іванова Олега, Молодіжна, Пушкіна, провулок Шкільний.

## Економіка
На розпайованих землях господарює СТОВ Агрофірма Зоря, близько 290 працюючих. Виготовлення м'яса, сумішей для годівлі тварин, вовни, хлібобулочні вироби.

## Транспорт
Село розташоване за 12 км від районного центру, з яким пов'язано асфальтованою дорогою, і за 15 км від залізничної станції Катран на лінії Валуйки — Кіндрашівська-Нова.

## Культура
Станом на 2013 рік в Шапарській загальноосвітній неповній школі навчається 42 учнів в 8 класах, кількість персоналу становить 15 чоловік, директор Нізійова Наталія Анатоліївна.

## Церква
Свято-Пантелеймонівський храм. Станом на 2016 рік настоятелем храму служить ієрей Володимир Білієнко.